# ديتر بلوم
ديتر بلوم (بالألمانية: Dieter Blum) (و. 1936 – م) هو مصور، من ألمانيا، ولد في اسلينغن آم نكا.